# Синяк (Мукачівський район)
Синя́к — село в Україні, в Закарпатській області, Мукачівському районі. Входить до складу Чинадіївської селищної громади.
Розташоване у долині річки Матекова (Синявка), у передгір'ї вулканічного хребта Карпат, на висоті 450 м над рівнем моря.

## Історія
У 1837 році виникло серед гір, що відкриваються на північ з долини Латориці, на розташованому й захованому в густому лісі підвищенні під назвою Синяк, поблизу сірчаних джерел і курорту, за часів графа Філіпа Франца фон Шенборн-Бухгейма, назване поселення Синяк (по-угорськи — Кекешфюред (Kékesfüred), по-німецьки — Блаубад (Blaubad)). Поселенці прийшли до нього із Чехії, Нижнього і Верхнього Цaзoвy (чеська: Dolní Cazov, Horní Cazov). У 1843 році колонія зросла уже до 22 родин, які займаються виключно вирубкою і сплавом лісу; як чоловіки, так і жінки, котрі люблять ходити у дерев'яних пантофлях і під час цієї важкої роботи з однаковою вправністю орудують сокирою і пилою. Прізвища родин, які живуть у 24 будинках і кількість людей яких перевищує 130 осіб, наступні: Звірузак, Ярош, Веігерт, Краус, Праєр, Шпанбауер, Ленард, Кіршбауер, Крандл, Шпітценбергер, Пенценштадлер, Піхлер, Шнелер, Вебер і Юнгбауер. Серед них, щоб їм легше жилося, розділено 130 гольдів (1 гольд — 0,57 га — Й. К.) землі, у яку вони засівають небагато жита, але більше всього (саджають) картоплі. Їхня мова особливого звучання, німецька, і їхні звичаї теж давні. Вони, між іншим, уже мають дерев'яну церкву і школу.

## Курорт Синяк
Згадка: в якому згадувалося, що його назвали Синяком за синюватий відтінок, лікувальну воду виявили місцеві вівчарі, коли зрозуміли, що стадо, яка пасеться біля блакитної води Синього болота, ніколи не хворіє, і тоді пастухи, спробувавши воду самостійно, виявили, що вона має цілющу дію і на них. Повідомляючи про чудовий ефект води, охочі оздоровитись також почали відвідувати далекі краєвиди. У санаторно-курортному лікуванні мінеральну воду «Синяк» почали використовувати у 1832 році, коли за розпорядженням адміністрації графського маєтку було збудовано примітивну «купіль», а для обслуговування пацієнтів, які приїжджали сюди, — корчму.
У 1936 році родина графа Шенборна, що мешкала неподалік, відкрила тут курорт, а до 1939 року було створено лікувальні душові-купелі. Пізніше в селі були побудовані готелі та санаторії, в селі також було встановлено підйомник і пробіг.
В історичних документах цілюще джерело «Синявський ключ» вперше згадується в 1783 році. Сьогодні в санаторії «Синяк» лікують захворювання опорно-рухового апарату, кістково-м'язової та нервової системи. Санаторій функціонує на базі Синяцького родовища сульфідних маломінералізованих сульфатно-кальцієвих вод.

## Туристичні місця
В селі розташовано:
- римо-католицький храм Воздвиження Чесного Хреста (у Вікісховищі):
- фігура святого отця Піо з італійського міста Сан-Джовані-Ротондо;
- каплиця-грот;
- статуя Архангела Михаїла;
- герб Папи Івана Павла ІІ на стіні храму;
- статуя Святої Діви бідних, привезена з бельгійського (Banneux), де у 1933 році були явища Діви Марії;
- гірськолижна траса довжиною 300 м з перепадом висот 50 м.

Також на північ від села розташована місцева пам'ятка природи — Синє озеро.

## Населення
Згідно з переписом УРСР 1989 року чисельність наявного населення села становила 686 осіб, з яких 374 чоловіки та 312 жінок.
За переписом населення України 2001 року в селі мешкало 407 осіб.

### Мова
Розподіл населення за рідною мовою за даними перепису 2001 року:
| Мова       | Відсоток |
| ---------- | -------- |
| українська | 84,50 %  |
| німецька   | 13,00 %  |
| угорська   | 1,00 %   |
| польська   | 0,50 %   |
| російська  | 0,50 %   |
| інші       | 0,50 %   |

За часткою німців у населенні село посідає 4 місце в Мукачевському районі після сіл Павшино, Кучава і Шенборн.

## Галерея

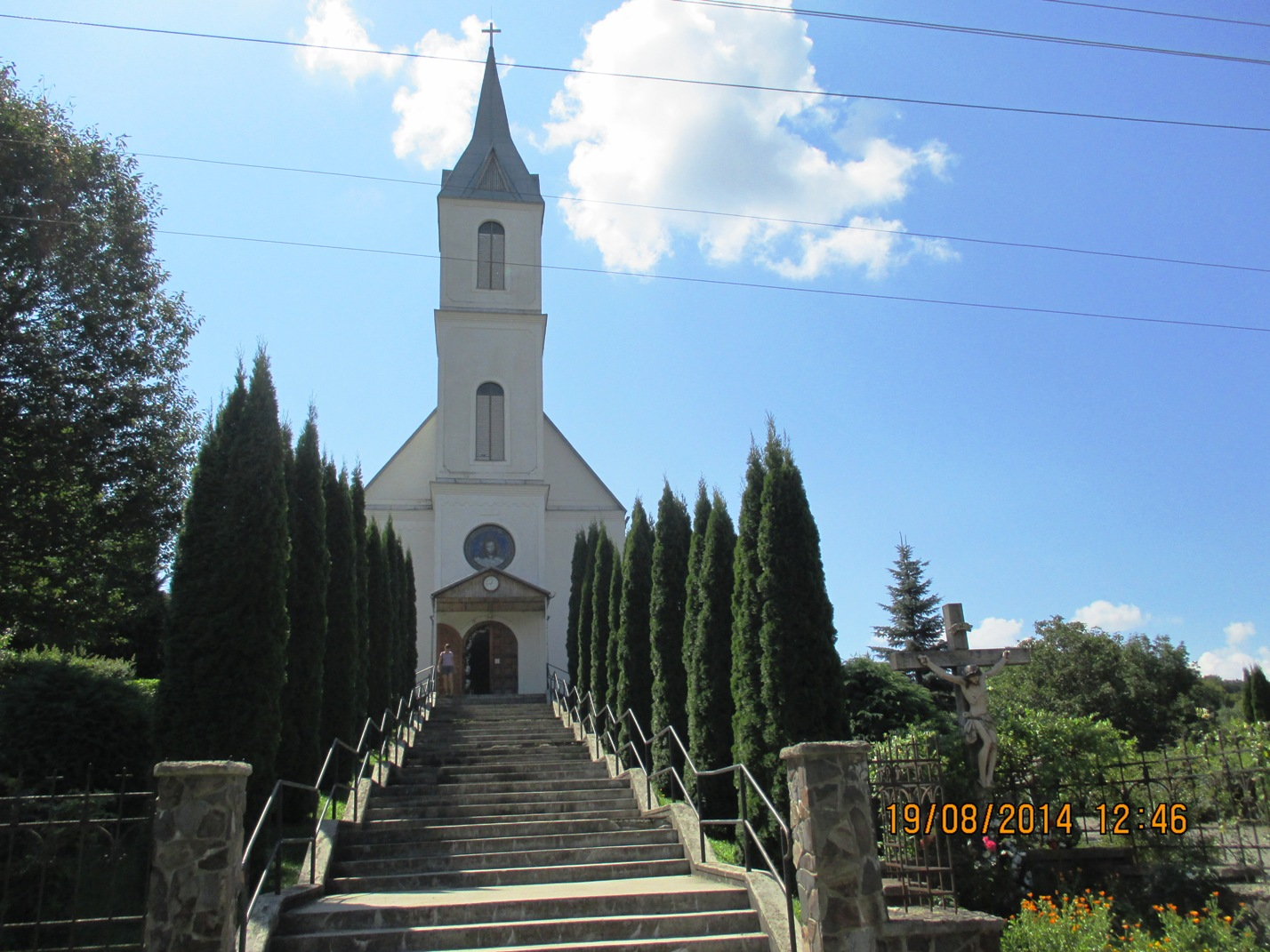
римо-католицький храм Воздвиження Чесного Хреста
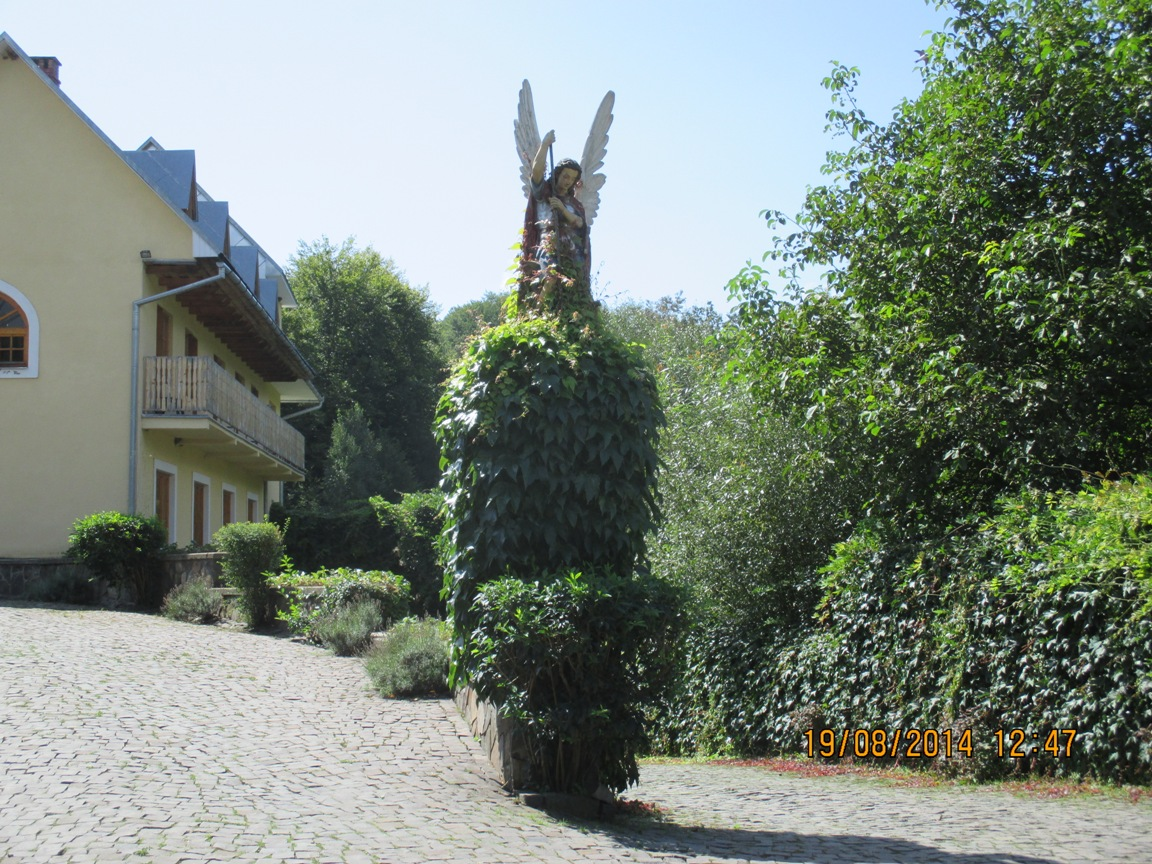
Територія костелу
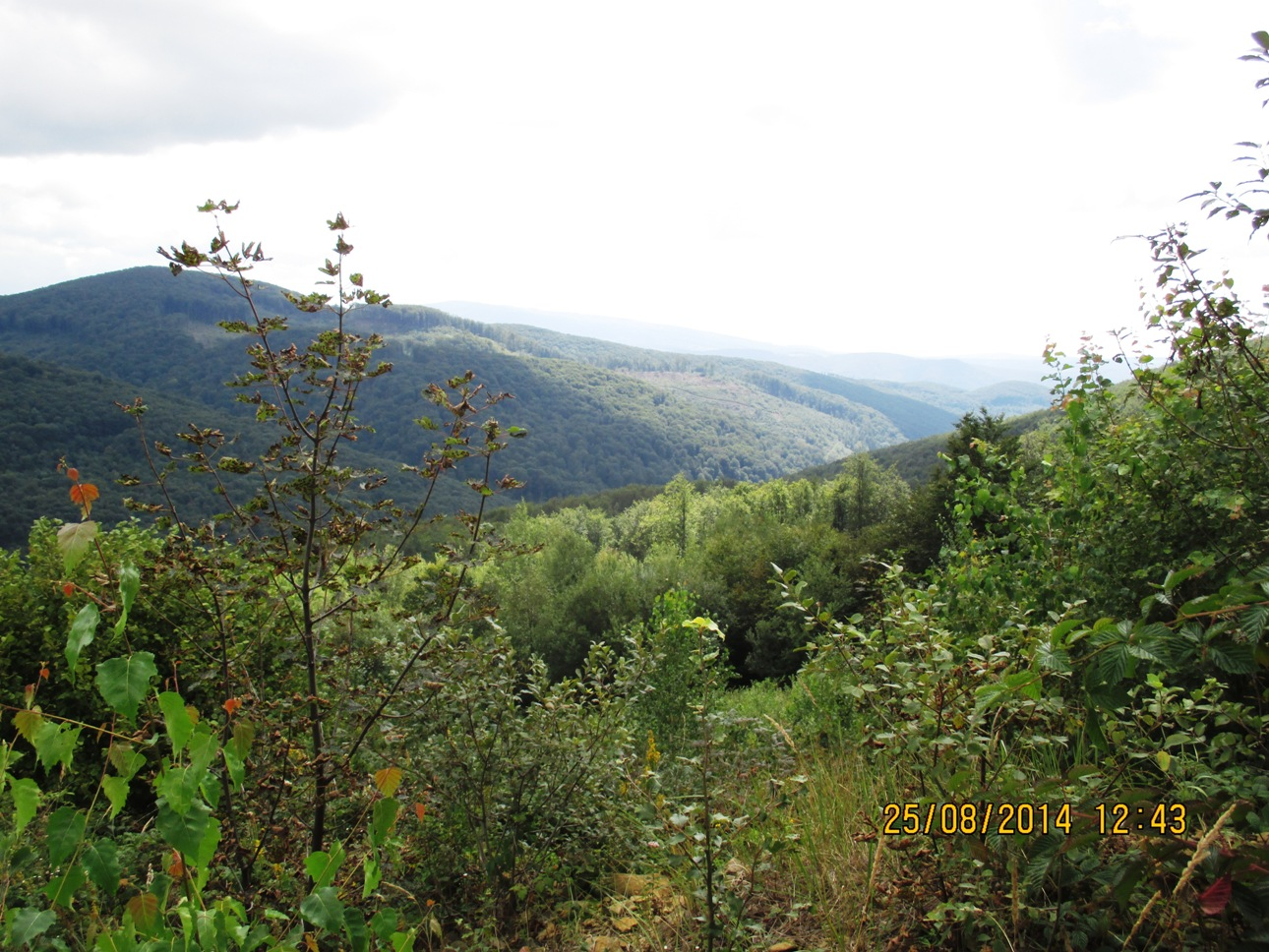
Гори поблизу села
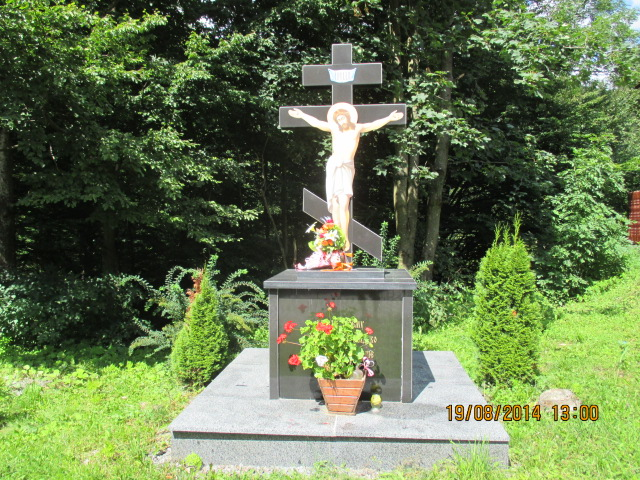
Хрест при в'їзді в село
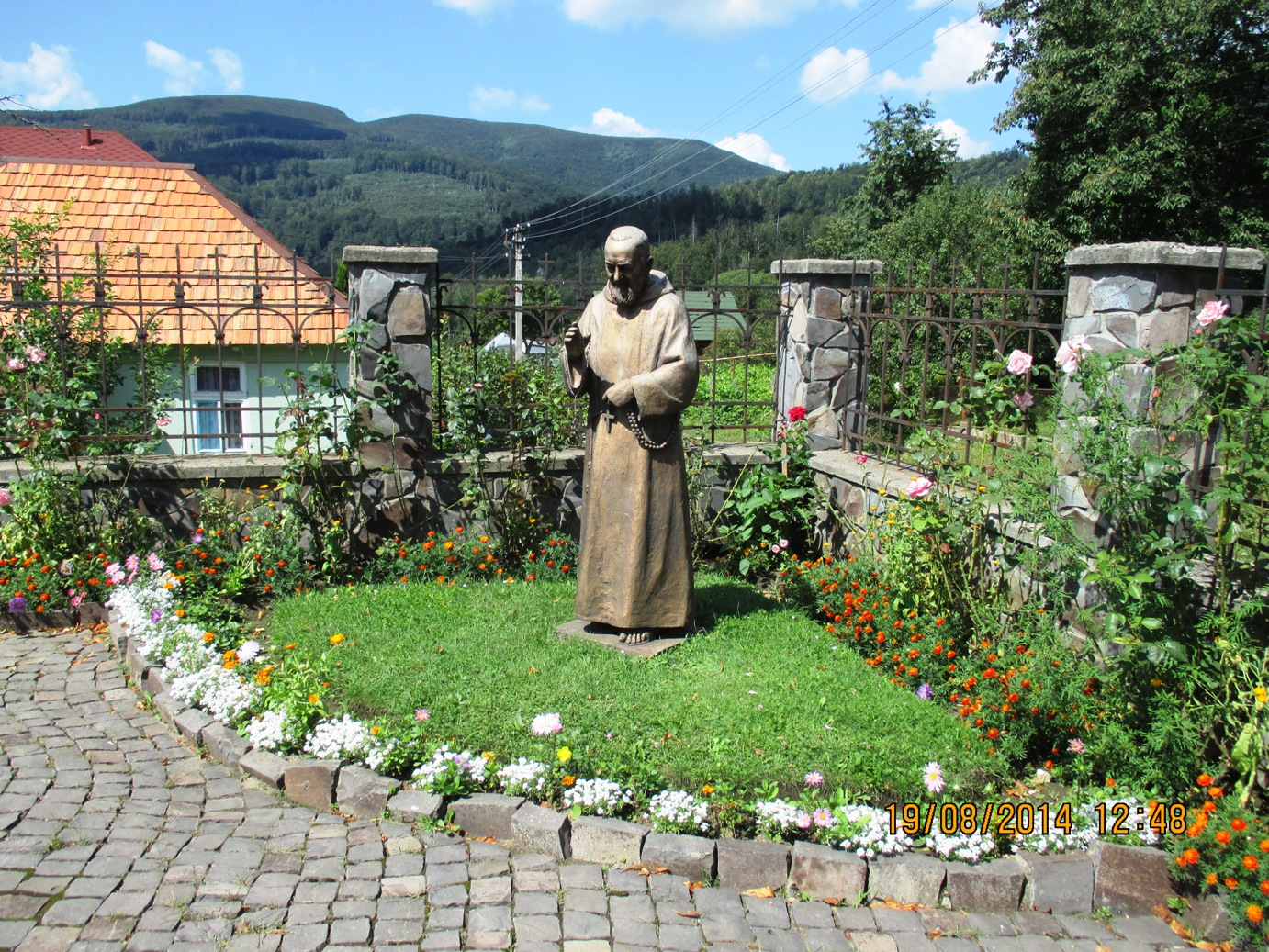
фігура святого отця Піо на території костелу
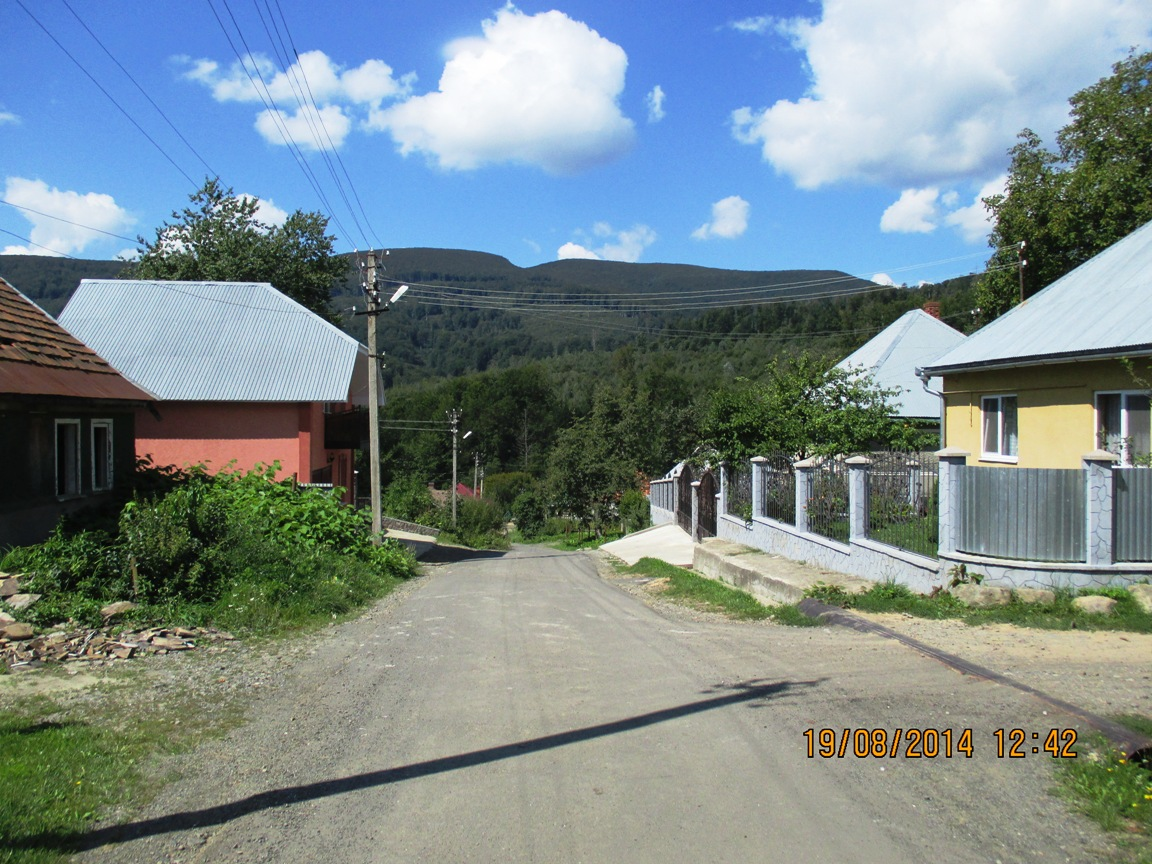
Центральна вулиця
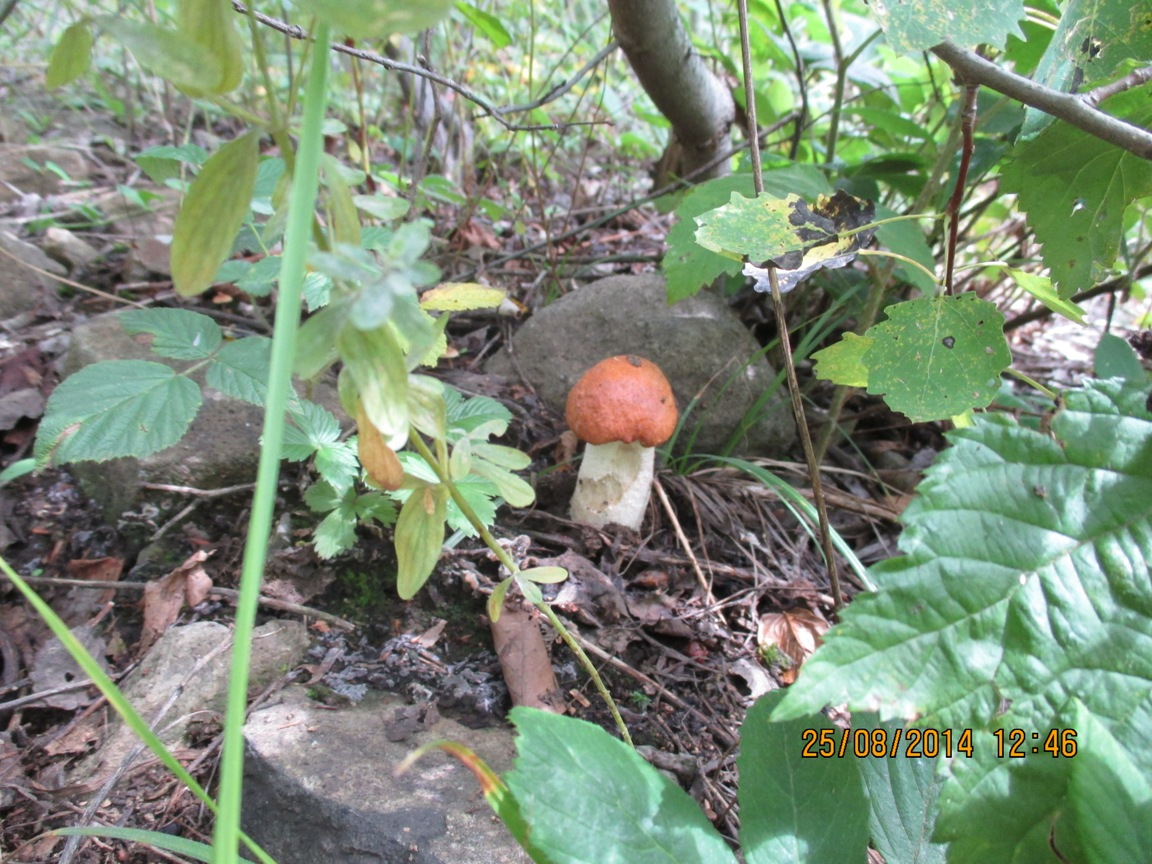
Підосиновик
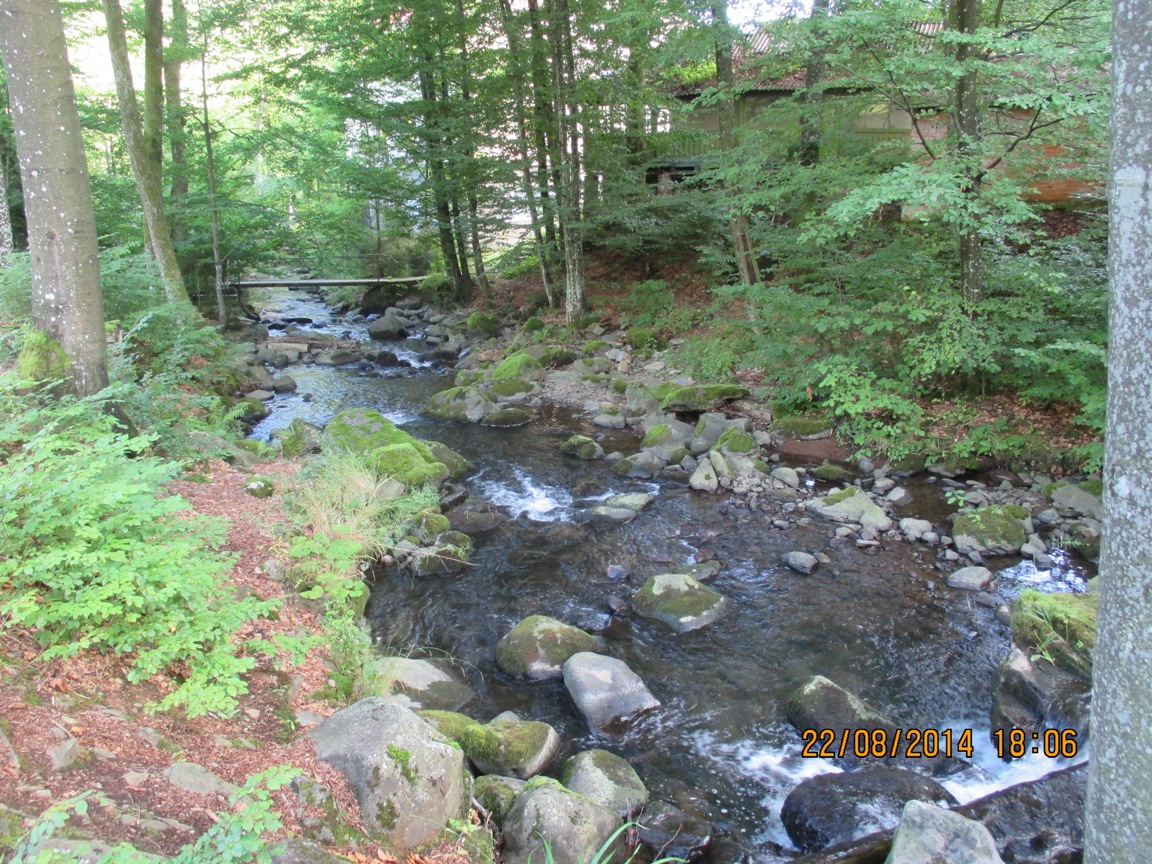
Річка Матекова на півночі села